# Falk Breitkreuz

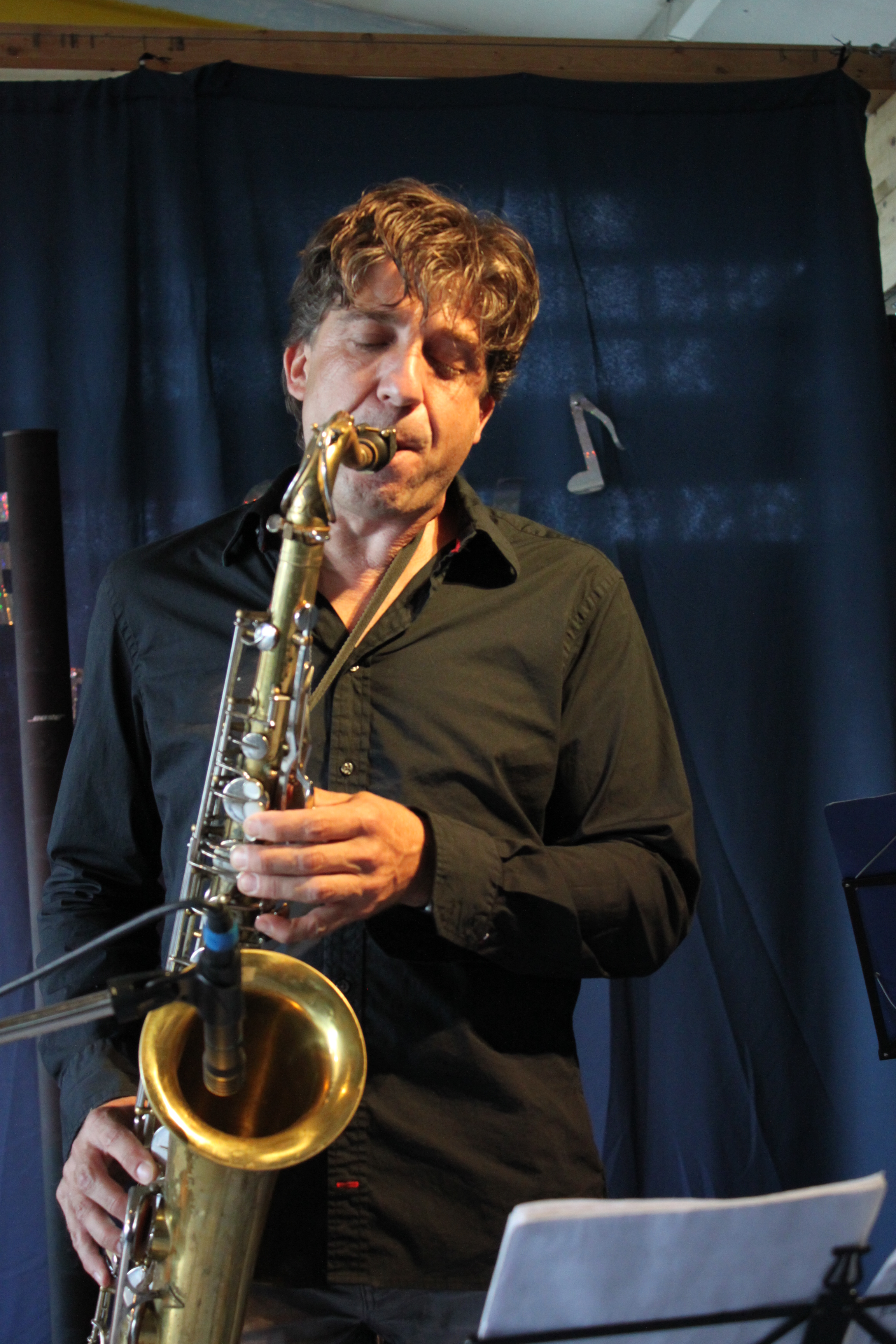
Falk Breitkreuz bei einem Konzert im Jazz We Can in Bad Marienberg

Falk Breitkreuz (* 1964 in Neuruppin) ist ein deutscher Jazzmusiker (Bassklarinette, Sopran-, Tenor- und Altsaxophon).

## Leben und Wirken
Breitkreuz studierte von 1978 bis 1984 Saxophon und Klarinette an der Hochschule für Musik „Hanns Eisler“ Berlin. Ab 1987 war er Mitglied der Gruppen Bajazzo, Isle of Eyesland und von Pascal von Wroblewsky. 1993 gründete er sein eigenes Trio.
Ende der 1980er Jahre arbeitete er u. a. mit Volker Schlott und Gisbert Piatkowski im Mama Blues Project, mit dem 1989 das Album Stormy Spring  aufgenommen wurde. Von 1989 bis 1991 spielte er im Orchester des Berliner Friedrichstadtpalast und ab 1991 im Filmorchester Babelsberg als erster Altsaxophonist.  Von 1989 bis 1995 hatte er einen Lehrauftrag an der Hochschule für Musik „Hanns Eisler“ Berlin.
Breitkreuz spielte 1995 bei Rudi Neuwirth (Sand); ab 1995 war er Mitglied des Rolf von Nordenskjöld Orchestra, 1996 in der Gruppe Just for Brass. Seit 1998 gehört Breitkreuz mit  Jörg Huke, Volker Schlott und Rainer Brenneke zur Gruppe Fun Horns. Ferner arbeitete er in den 1980/90er Jahren u. a. mit Ray Charles, Chaka Khan, Helen Schneider, Udo Lindenberg, Peter Herbolzheimer, Jocelyn B. Smith und Chris Barber. Ab 2002 war er Mitglied in Marc Muellbauers Band Kaleidoskop. Außerdem spielte er 1990 mit Ulf und Zwulf von Ulf Erdmann und Ralf Kleinschmidt (Knaatsch Am Sonntag auf Amiga) und wirkte 2002 beim Album Here Come The Days Of der Rockband Bazooka Cain mit.
Ab 2011 spielt er in der zum Quartett ergänzten Jazzformation Triologic, die aus Christoph Niemann (Bass), Thomas Andelfinger (Gitarre) und Rüdiger Ruppert (Schlagzeug) besteht.

## Diskographische Hinweise
- Neuwirth: Sand (Traumton, 1995)
- Fun Horns - Songs For Horns (Fun Horns Music, 2001)
- FaVo Duo: Favo Riten 204 (FHM, 2010) mit Volker Schlott